# Exposició Universal de París (1855)
L'Exposició Universal de 1855 va ser una exhibició internacional realitzada a la ciutat de París, en el Camp de Mart. Es va obrir al públic el 15 de maig de 1855, fins al 15 de novembre del mateix any. El tema oficial va ser Exposition Universelle des produits de l'Agriculture, de l'Industrie et des Beaux-Arts de Paris 1855 (Exposició Universal dels productes de l'agricultura, de la indústria i les belles arts de París).

## Història
L'exposició va ser un dels esdeveniments més importants de França, sent organitzat pel recentment establert regnat de l'emperador Napoleó III. La seva inauguració va ser posterior a la Gran Exposició de Londres en 1851 i va intentar superar la construcció del Palau de Cristall (En anglès, The Crystal Palace) d'aquesta fira mitjançant l'edificació del seu propi Palau de la Indústria (en francès, Palais de l'Industrie). Les exhibicions artístiques i industrials van ser considerades superiors a les d'exposicions anteriors.
Per a l'exposició, Napoleó III va sol·licitar un sistema que permetés classificar i triar els millors vins de Bordeus que serien exposats als visitants de tot arreu del món. Agents comercials de la indústria vinícola van categoritzar els vins d'acord amb la reputació del château del qual provenien i també pel preu de venda al mercat, les quals eren característiques que en aquell temps estaven directament relacionades amb la qualitat. L'esdeveniment va resultar en la Classificació Oficial del Vi de Bordeus de 1855.
L'únic vestigi que ha romàs en peus d'aquesta exposició és el Théâtre du Rond-point des Champs-Élysées, dissenyat per l'arquitecte Gabriel Davioud, i que originalment va albergar el Panorama Nacional.

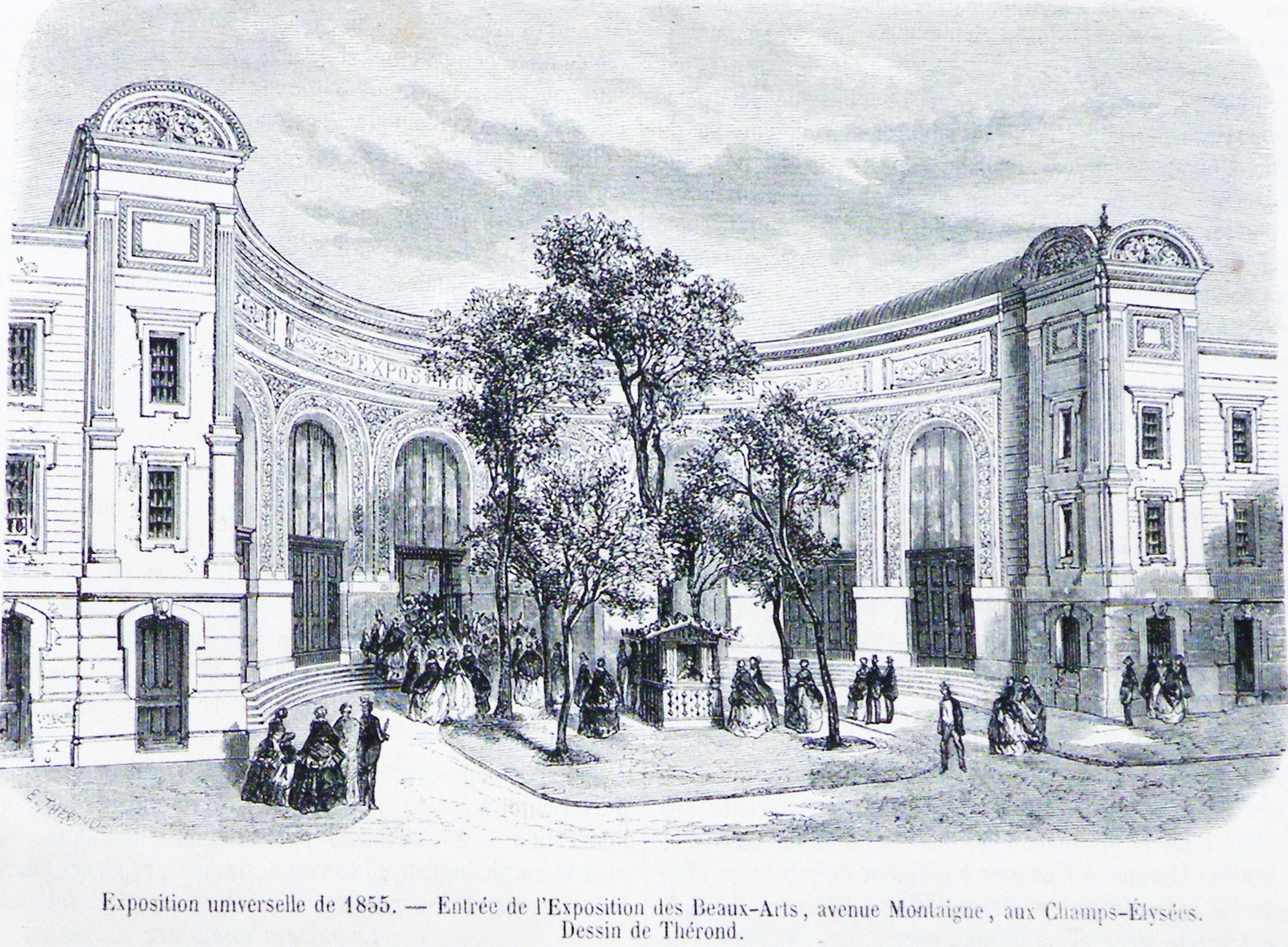
Imatge del Palais des Beaux-Arts.

### Palau de les Belles Arts
Aquesta va ser la primera exposició que va incloure un pavelló dedicat exclusivament a les belles arts, i on van participar al voltant de 28 països amb les seves obres pictòriques, que ascendien la xifra de 5000 pintures exposades. Entre els artistes que van ser seleccionats perquè presentessin la seva obra pictòrica hi havia: Eugène Delacroix (35 pintures), Dominique Ingres (40 pintures), Camille Corot (6 pintures), Jean-François Millet (una pintura), Charles-François Daubigny o Johan Barthold Jongkind, entre d'altres.

## Dades
D'acord amb els reportis oficials va haver-hi 5.162.330 visitants a l'exposició, dels quals 4.2 milions van acudir al pavelló industrial i 0.9 milions van ingressar a la secció de belles arts. La inversió o cost va superar els 5.000.000 de dòlars, i els guanys van arribar escassament a una desena part d'aquesta quantitat. L'exposició va ocupar un terreny de 16 hectàrees, i va comptar amb la participació de 34 països.